# Cyclophyllum brevipes
Cyclophyllum brevipes là một loài thực vật có hoa trong họ Thiến thảo. Loài này được (Merr. & L.M.Perry) S.T.Reynolds & R.J.F.Hend. mô tả khoa học đầu tiên năm 2001.